# Ștefan Bârsănescu

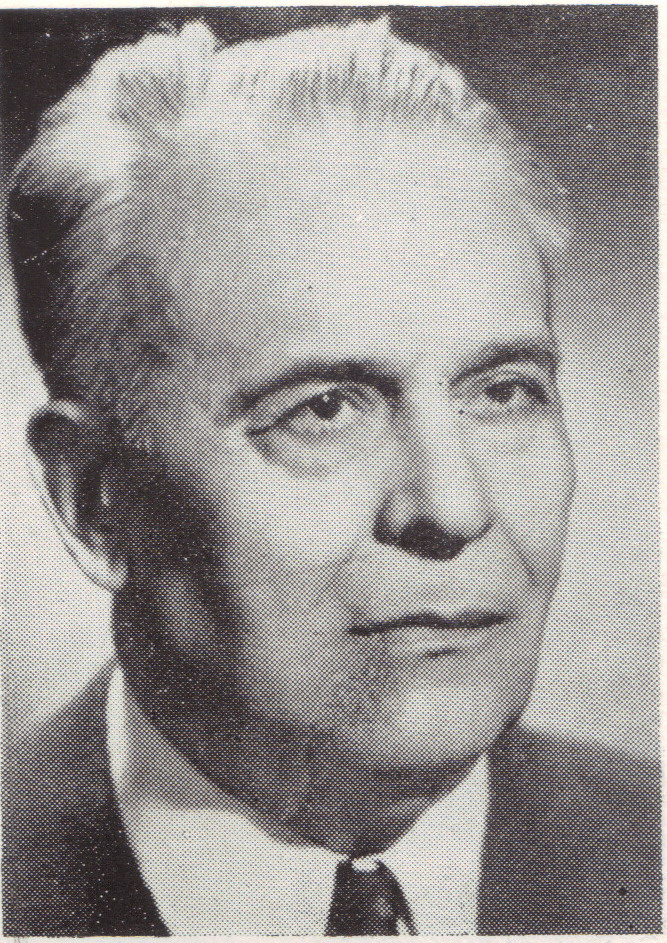
Ștefan Bârsănescu

Ștefan Bârsănescu (ur. 17 lutego 1895 w Viperești, okręg Buzău, zm. 5 listopada 1984 w Jassach) – rumuński pedagog, profesor Uniwersytetu w Jassach.

## Życiorys
Ukończył studia prawnicze i filozoficzne oraz doktoryzował się w zakresie filozofii pedagogiki w Uniwersytecie w Jassach. Od 1923 był pracownikiem, a w latach 1933–1984 profesorem tegoż uniwersytetu. Od 1963 był członkiem Rumuńskiej Akademii Nauk Społeczno-Politycznych. Członek korespondent Akademii Rumuńskiej.
Zainteresowania naukowo-badawcze pedagoga koncentrowały się na podstawach i rozwoju pedagogiki jako nauki opisowo-eksperymentalnej. Wychowanie rozpatrywał jako wielorakie działania umożliwiające ukształtowanie dziecka (istoty biologicznej) jako wszechstronnie rozwiniętej osobowości. Ponadto zajmował się historią wychowania, a przede wszystkim historią pedagogiki i kultury. Na jego dorobek naukowy składa się ponad 30 książek i 500 artykułów.

## Główne publikacje
- Fr.W.Foerster – Sinteză doctrinară, 1926
- Pedagogia, 1932
- Didactica, 1935
- Unitatea pedagogiei contemporane ca știință, 1936
- Psichologia, 1938
- Tehnologia didactică, 1939
- Pedagogia practică, 1946
- Pedagogia agricolă, 1946
- Istoria pedagogiei românești, 1941
- Schola latina de la Cotnari, 1957
- Academia domnească din Iași 1714-1921, 1962
- Istoria pedagogiei, 1967
- Pagini nescrise din istoria culturii românești, 1971
- Educația, învățământul și gândirea pedagogică din România, 1978,
- Medalioane pentru pedagogia modelelor, 1983